# Hinshen
Kichik Galadarasi
Hinshen (en arménien : Հինշեն) est une communauté rurale de la région de Chouchi, au Haut-Karabagh. La localité est appelée Kichik Galadarasi par l'Azerbaïdjan et fait partie du raïon de Choucha.

## Histoire
Pendant la période soviétique, le village, alors appelé Kirov, fait partie de l'oblast autonome du Haut-Karabagh au sein de la république socialiste soviétique d'Azerbaïdjan et est alors majoritairement peuplé d'Arméniens.
À partir de 1991, Hinshen fait partie de la région de Chouchi, au sein de la république autoproclamée du Haut-Karabagh.
Elle comptait 169 habitants en 2005.